# کریستین کوانس
کریستین کوانس (به انگلیسی: Kristine Quance) (زادهٔ ۱ آوریل ۱۹۷۵) شناگر اهل ایالات متحده آمریکا است.